# Brigitte Simon-Hamidi
Œuvres principales
- Le Persan par les mots et les textes (2002)
- Les murs ont des oreilles (2013)

Brigitte Simon-Hamidi, née en 12 septembre 1936 à Bordeaux, est une auteur, traductrice, maître de conférences et chercheuse en langue et littérature persane.

## Biographie
Fille de l'académicien Pierre-Henri Simon, Brigitte Simon-Hamidi étudie le chinois et le persan à l'Ecole nationale des langues orientales vivantes (devenue Inalco), auprès de spécialistes comme Gilbert Lazard.
Elle devient maître de conférences de persan et enseigne à l'Institut national des langues et civilisations orientales (Inalco) de 1969 à 2001. Elle forma de nombreux élèves, dont certains, comme Mathias Énard, sont devenus d'éminentes personnalités intellectuelles.
En 1979, alors que l'Iran est en pleine Révolution Islamique, elle traduit en français l'ouvrage de Rouhollah Khomeini, figure de proue de la révolution : "Pour un gouvernement islamique". Elle traduira de nombreux autres ouvrages.

## Ouvrages

### Pédagogie
- Le Persan par les mots et les textes, L'Asiathèque, 2002[1]
- Les murs ont des oreilles, dictionnaire thématique des proverbes et expressions courantes du persan, L'Asiathèque, 2013[2]

### Traductions
- Révolution en Afrique : la libération de la Guinée portugaise de Basil Davidson et Amílcar Cabral, Éditions du Seuil, 1969
- L'Orient et la crise de l'Occident de Ehsan Naraghi, Entente, 1977
- Pour un gouvernement islamique de Rouhollah Khomeini, Fayolle, 1979
- Les Jardins de solitude, nouvelles d'Iran : "Le Huitième Jour de la terre" de Shahriar Mandanipour, Mille et une nuits, 2000
- Femmes iraniennes dans la pension de Montmartre de Mahnâz Ansâriân, L'Harmattan, 2011

### Contributions encyclopédiques
- La Grande Encyclopédie, Larousse, 1978
- Gran Larousse Universal, Larousse, 1996